# Susanna Martinková
Susanna Martinková, née Zuzana à Prague, le 19 avril 1946, est une actrice tchèque active surtout en Italie et en République tchèque entre 1960 et 2000.

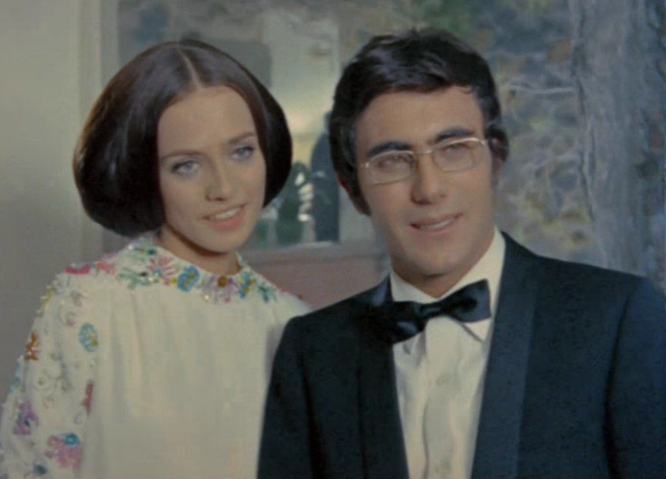
Susanna Martinková et Albano Carrisi dans Il ragazzo che sorride (1969)

## Biographie
Zuzana Martinková naît à Prague, à l'époque en Tchécoslovaquie. Elle étudie l'art dramatique à l'université, et participe au Théâtre Noir de Prague. Elle débute sur le grand écran en 1963 dans Letos v zari, une production tchécoslovaque réalisée par František Daniel. Lors du tournage d'un film tchécoslovaque, Carlo Lizzani la remarque et lui demande de tourner pour son Sagapò. Elle fait un essai, mais le film n'est jamais sorti. C'est ainsi qu'elle arrive en Italie. Elle joue alors des rôles de jolies filles dans divers films, tels Le Jour de la haine (Per 100.000 dollari t'ammazzo - 1968), Maximum Flic (Colpo rovente - 1970) ou La ragazza del prete (1970), dans lequel elle est protagoniste. Elle continue de faire des allers-retours entre l'Italie et la Tchécoslovqauie, ce qui lui vaut le surnom de « pendolare ». 
En 1978 elle joue un rôle important dans le feuilleton télévisé La dama dei veleni, avec Ugo Pagliai, dont elle joue la mystérieuse épouse. Elle apparaît ensuite dans Fracchia contro Dracula (1985), avec Paolo Villaggio. On la retrouve encore dans Monella (1998) de Tinto Brass, avec Serena Grandi. 
Elle a pris sa retraite du monde du cinéma début 1999. Elle s'est alors lancée dans l'œnologie.
Depuis 2012, elle a repris quelques petits rôles dans des séries télévisées tchèques.

### Vie de famille
Elle a été l'épouse de l'acteur Gianni Garko de 1973 à 1986.

## Filmographie partielle

### Cinéma
- 1963 : Letos v zari, de František Daniel : Hanka Zemanová
- 1965 : Kdyby tisíc klarinetů (cs) de Ján Roháč et Vladimír Svitáček (cs) : professeur
- 1966 : Qui veut tuer Jessie ? (Kdo chce zabít Jessii?), de Václav Vorlíček : Alena
- 1967 : El Che Guevara, de Paolo Heusch : Simona
- 1968 : Le Jour de la haine (Per 100.000 dollari t'ammazzo), de Giovanni Fago : Mary
- 1969 : Il ragazzo che sorride, d'Aldo Grimaldi : Livia, la femme de Giorgio
- 1969 : Exécutions (Un detective), de Romolo Guerrieri : Emmanuelle
- 1970 : La ragazza del prete, de Domenico Paolella : Erika
- 1970 : Maximum Flic (Colpo rovente), de Piero Zuffi : Fanny, la femme aveugle
- 1973 : La principessa sul pisello, de Piero Regnoli : Cendrillon[2]
- 1975 : Prete, fai un miracolo (it), de Mario Chiari : Isabel
- 1976 : Contronatura (it), d'Amasi Damiani
- 1977 : Il signor Ministro li pretese tutti e subito (it), de Sergio Grieco
- 1980 : Le Larron (Il ladrone), de Pasquale Festa Campanile : Marthe
- 1983 : Notturno, de Giorgio Bontempi : Magdalena Rudinski
- 1985 : Fracchia contro Dracula, de Neri Parenti : Stefania
- 1987 : Luci lontane, d'Aurelio Chiesa : Silvia Bernardi
- 1989 : Il ritorno del grande amico (it), de Giorgio Molteni : Angela
- 1998 : Rivers of Babylon, de Vlado Balco (sk) : Erzika
- 1998 : Monella, de Tinto Brass : Michelle
- 2020 : Muz se zajecima usima[3] de Martin Šulík
- 2022 : Vitaj Doma, Brate! de Peter Serge Butko

### Télévision
- 1973 : La Rose rouge, de Franco Giraldi : Rosa, jeune servante
- 1976 : Albert e l'uomo nero, mini-série télévisée de Dino Bartolo Partesano : Hilde Hubner
- 1978 : La dama dei veleni, de Silverio Blasi : Marie d'Aubray
- 1983 : Delitto e castigo, de Mario Missiroli
- 1989 : La casa del sortilegio, téléfilm d'Umberto Lenzi : Elsa Balmas
- 2012 : Vyprávej, série télévisée, un épisode (6.4) Osudy: Mikulásova Hulda
- 2015 : Autoskola, série télévisée, huit épisodes de la première saison
- 2019 : Delukse, série télévisée
- 2021 : Pán professor, série télévisée, épisode 2.8 Vyska